# Granuloppia major
Granuloppia major är en kvalsterart som beskrevs av Balogh 1958. Granuloppia major ingår i släktet Granuloppia och familjen Granuloppiidae. Inga underarter finns listade i Catalogue of Life.